# Mikako Takahashi
Mikako Takahashi (高橋 美佳子?, Takahashi Mikako; Chiba, 29 maggio 1980) è una doppiatrice giapponese affiliato con la I'm Enterprise. Sotto le spoglie dell'alias Mikako Hyatt, è parte del duo The Excel Girls, insieme a Yumiko Kobayashi, l'altra doppiatrice protagonista dell'anime Excle Saga. Nel 2008 ha pubblicato il suo primo album discografico intitolato Sweet.

## Ruoli principali
- Arcana Heart - Heart Aino
- Arcana Heart 2 - Heart Aino
- Arcana Heart 3 - Heart Aino
- Aria the Scarlet Ammo - Shirayuki Hotogi
- Battle Spirits - Heroes - Mika Kisaragi
- Black Blood Brothers - Hibari Kusunogi
- BlazBlue: Cross Tag Battle - Heart Aino
- Burst Angel - Amy
- Canvas 2: Niji Iro no Sketch - Tomoko Fujinami
- Chibi Vampire - Maki Tokitou
- Chrome Shelled Regios - Leerin Marfes
- Dog Days - Rebecca Anderson
- Elemental Gelade - Reverie Metherlence
- Elfen Lied - Number 03
- Excel Saga - Mikako Hyatt
- Full Metal Panic! - Tomomi Isomura
- Gin Tama - Sadaharu and Terakado Otsuu
- Grenadier - Rushuna Tendo
- Hanbun no tsuki ga noboru sora - Rika Akiba
- Hand Maid May - Kasumi Tani
- Hayate the Combat Butler - Ayumu Nishizawa
- Hayate the Combat Butler!! - Ayumu Nishizawa
- High School Girls - Mari Saionji
- Honey and Clover - Ayumi Yamada
- Honey and Clover II - Ayumi Yamada
- Strawberry Eggs - Fujio Himejima
- Idolmaster: Xenoglossia - Sorewa Suzuki
- Infinite Ryvius - Kibure Kikki and Lilith Frau
- Jump Force - Voce Avatar 6
- Kanamemo - Marimo
- Kemeko Deluxe! - Izumi Makihara
- Kyō no Go no Ni - Yuki Asano
- L/R: Licensed by Royalty - Noelle
- Lucky Star (Lucky Star Moe Drill) - Misao Kusakabe
- Magical Girl Lyrical Nanoha - Chrono Harlaown
- Magical Girl Lyrical Nanoha A's - Chrono Harlaown
- Magical Girl Lyrical Nanoha StrikerS - Caro Ru Lushe
- Mamoru-kun ni Megami no Shukufuku o! - Ayako Takasu
- Mewkledreamy Mix! - Akumu
- Midori Days - Rin Sawamura (young)
- Mobile Suit Gundam MS IGLOO - Jean Xavier
- Mai-Otome - Rosalie Claudel
- Nagasarete Airantō - Machi
- Nitroplus Blasterz: Heroines Infinite Duel - Heart Aino
- Ōkami-san to Shichinin no Nakama-tachi - Ami Jizou
- Peacemaker Kurogane - Saizo the pig and Saya
- Queen's Blade - Nowa
- Rental Magica - Adilisia Lenn Mathers
- Rockman.EXE Stream - Andou Romeda
- Samurai Deeper Kyo - Mahiro
- Samurai Shodown VI - Nakoruru, Rera
- Shangri-La - Kuniko Hojo
- Simoun - Rōdoreamon
- Sisters of Wellber - Rita Ciol
- Super Robot Wars series - Kusuha Mizuha
- Tales of Legendia - Quppo
- Legend of the Galactic Heroes - Noah En
- The Prince of Tennis - Sakuno Ryuzaki
- The Sacred Blacksmith - Penelope
- To Love-Ru - Akiho Sairenji
- Touhou Musou Kakyou - Patchouli Knowledge
- Zero no tsukaima - Montmorency
- Zero no tsukaima: Futatsuki no kishi - Montmorency
- Zero no tsukaima: Princess no Rondo - Montmorency